# ليونارد كيرك
ليونارد كيرك (بالإنجليزية: Leonard Kirk)‏ هو فنان قصص مصورة أمريكي، ولد في القرن العشرين.